# Studiegroep Onderaardse Kalksteengroeven
De Studiegroep Onderaardse Kalksteengroeven (SOK) maakt deel uit van het Natuurhistorisch Genootschap in Limburg. De SOK bestaat uit geïnteresseerden verbonden aan het Natuurhistorisch Genootschap in Limburg die zich bezighouden met onderzoek en beschrijving van de mergelgroeven in Belgisch en Nederlands Limburg. 
Het onderwerp van onderzoek zijn de onderaardse kalksteengroeven: de algemene inventarisatie, de kartering, onderzoek naar hun ontstaan en het gebruik nu en in het verleden, het jaarlijks tellen van de overwinterende vleermuizen, de champignonkweek, het vastleggen van oude opschriften op de muren, het nemen van maatregelen ter bescherming van de stille getuigen van deze vorm van mijnbouw.
De beheersactiviteiten van ca. 15 mergelgroeven (2005) zijn ondergebracht in de Stichting ir. D.C. van Schaïk.